# Нерике, Константин Карлович
Константин Карлович фон Нерике (швед. Konstantin von Nericke; 21 октября 1880, Великий Новгород — 1951, Швеция) — русский военный морской офицер, капитан 1-го ранга (1919), участник Русско-японской, Первой мировой и Гражданской войн. Командир дивизиона подводных лодок. Участник белого движения на востоке России.

## Биография
Константин Карлович фон Нерике родился 21 октября 1880 года в Великом Новгороде в дворянской семье бывшего датского подданного барона Карла фон Нерике, участника обороны Севастополя и его жены Елизаветы Фёдоровны фон Нерике. Кроме Константина Карловича в семье было еще пятеро детей — двое сыновей и три дочери.
В 1901 году окончил Морской кадетский корпус в Санкт-Петербурге. После окончания кадетского корпуса — исполняющий должность ревизора крейсера I ранга «Память Азова» (1901—1902 годы), затем вахтенный начальник транспортов «Компас», «Артельщик» (1903 год), учебных судов «Воин» и «Моряк» (1903 год).
В Русско-японской войне в качестве вахтенного начальника миноносца «Бравый» (1903—1905 годы) участвовал в переходе Второй Тихоокеанской эскадры, 17 апреля произведён в лейтенанты. Участвовал в сражении с японским флотом у острова Цусима (14-15 мая 1905 года). Миноносец «Бравый» по итогам сражения прорвался во Владивосток, при этом Нерике был легко ранен. За проявленные мужество и самоотверженность удостоен ордена Святого Владимира 4-й степени с мечами и бантом (1905 год).
Прошёл подготовку на Отдельном отряде миноносцев во Владивостоке, после чего по окончании Русско-Японской войны в чине лейтенанта командовал во Владивостоке одной из первых подводных лодок «Фельдмаршал граф Шереметев» (1905—1907 годы), параллельно в 1906 году временно исполнял должность ревизора крейсера «Жемчуг».
В 1908 году окончил Артиллерийский офицерский класс. После возвращения на Балтийский флот служил вахтенным начальником учебного судна «Рында», 30 сентября 1908 года награждён Императорским призом за лучшую артиллерийскую стрельбу. С октября 1908 года служил артиллерийским офицером канонерской лодки «Сивуч», затем минного заградителя «Амур» (1908—1909 годы). В 1911 году окончил основной, а затем в 1912 году дополнительный курсы Михайловской артиллерийской академии, выпустился в звании артиллерийского офицера 1-го разряда. После окончания академии служил старшим артиллерийским офицером крейсера «Богатырь» (1912 год), помощником старшего офицера (1913 год), старшим офицером (1914—1915 годы). 6 апреля 1914 года произведён в капитаны II ранга. Принимал участие в минно-заградительных рейдах русского флота. За бой с германскими кораблями у маяка Эстергарн награжден орденом Святого Станислава 2-й степени с мечами (1915 год).
В ноябре 1915 года переведён в дивизию подводных лодок Балтийского моря, где служил командиром строящейся подводной лодки «Леопард» типа «Барс», затем командовал подводными лодками «Гепард» и «Ягуар». В связи с болезнью был направлен в госпиталь в Петроград, а затем — в Севастополь. После излечения в Ялте вернулся на Балтийский флот и служил флаг-капитаном дивизии подводных лодок и начальником 5-го дивизиона подводных лодок.
В апреле 1918 года при эвакуации флота из Финляндии остался в Гельсингфорсе, где был председателем ликвидационной комиссии. В апреле 1919 года мобилизован для службы в Сибирской флотилии, убыл из Финляндии в Швецию, откуда отправился на Дальний Восток, был участником Белого движения на Дальнем Востоке в морских формированиях адмирала Колчака (1919 год), затем при штабе Сибирской флотилии. В 1919—1920 годах служил главным артиллеристом порта Владивосток, произведён в капитаны I ранга.
С 1920 года в эмиграции в Японии, где служил капитаном коммерческого судна в рыболовном обществе Грушецкого. В дальнейшем перебрался в Эстонию, затем в Швецию, где и скончался в 1951 году.

## Семья
- Отец — Карл фон Нерике — барон, бывший датский подданный, участник обороны Севастополя.
- Мать — Елизавета Фёдоровна фон Нерике (?-1885)
  - Брат — Александр Карлович фон Нерике (1876—1934) — генерал-лейтенант, участник Первой мировой и Гражданской войн[5].
  - Брат — Владимир Карлович фон Нерике (1877-?)
  - Сестра — Ольга Карловна фон Нерике (1879-?)
  - Сестра — Елена Карловна фон Нерике (1881-?)
  - Сестра — Вера Карловна фон Нерике (?-1883)
- Жена — Елена Константиновна фон Нерике (в девичестве — Кашнева, после удочерения — Эленбоген, после второго замужества — Стюнкель) (1888—1951)[6]

## Награды
- Орден Святого Владимира 4-й степени с мечами и бантом (1905)
- Орден Святой Анны 3-й степени (1907)
- Орден Святого Станислава 2-й степени с мечами (1915)
- Орден Святой Анны 2-й степени с мечами (1916)
- Медали, иностранные ордена

### Книги
- Волков С. В. Штаб-офицеры и генералы белых армий: энциклопедический словарь участников Гражданской войны. — М.: Центрополиграф, 2019. — 991 с. — 1000 экз. — ISBN 978-5-227-07168-2.
- Угрюмов А. И. Люди Цусимы. Русские моряки в героической эпопее. — М.: Гангут, 2021. — 400 с. — 500 экз. — ISBN 978-5-85875-614-9.
- Лобыцын В. В. Бизертинский Морской сборник, 1921—1923: Избранные страницы. — М.: Согласие, 2003. — 559 с. — ISBN 5-86884-124-7.
- Пилкин В. К. В Белой борьбе на Северо-Западе: дневник 1918—1920 (адмирал В. К. Пилкин). — М.: Русский путь, 2005. — 638 с. — ISBN 5-85887-190-9.
- Пожарский А. М. Подводное плавание в России 1834—1918 гг. Биографический справочник. — СПб.: «БЛИЦ», 2011. — С. 572—574. — 1024 с. — 1000 экз. — ISBN 978-5-86789-414-6.

### Архивные источники
- Российский государственный архив военно-морского флота, Фонд 432, Опись 5, Единица хранения 7825
- Российский государственный архив военно-морского флота, Фонд 873, Опись 13, Единица хранения 84
- Центральный государственный архив кинофотофонодокументов Санкт-Петербурга, Фотоальбом П 767, Позитив сн.881
- Российский государственный военно-исторический архив, Картотека бюро учета потерь в Первой мировой войне (офицеров и солдат), Ящики 7387-Н, 7495-М